# Apáthi Imre

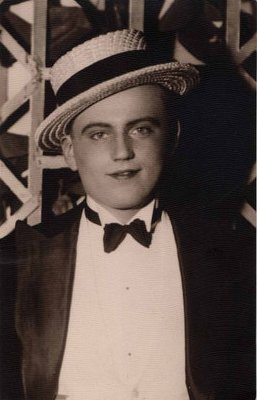
Apáthi Imre ismeretlen szerepben

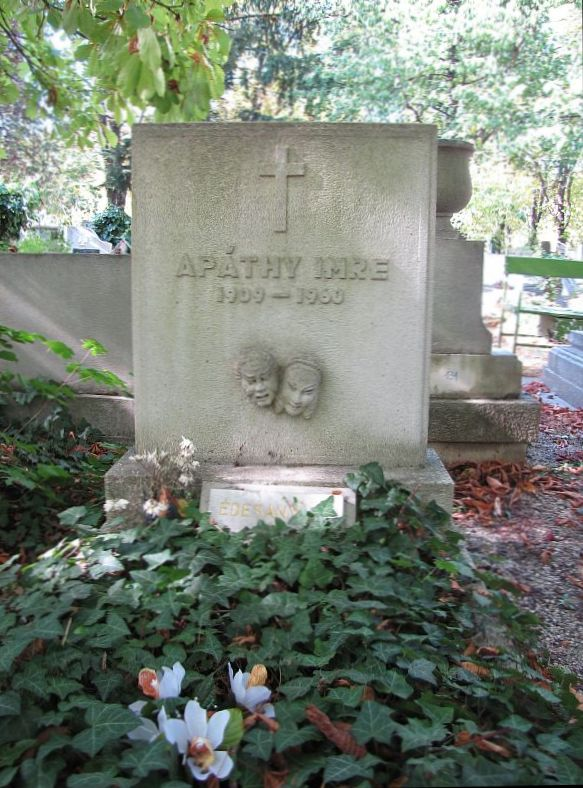
Sírja Budapesten. Farkasréti temető 41-1-161

Apáthi Imre, eredeti neve: Ausim Imre (Budapest, 1909. május 28. – Budapest, 1960. február 22.) Kossuth-díjas magyar színész, rendező.

## Pályája
Szülei Ausim Róbert és Rozbora Erzsébet. 1930-ban végezte el a Színiakadémiát. A Fővárosi Operettszínházban kezdett dolgozni, majd 1932-ben a Belvárosi Színházhoz szerződött. 1935–1945 között és 1955-től haláláig a Nemzeti Színház tagja volt. 1945-ben az Arizona Irodalmi Varietében, majd a Népvarietében, 1945–46-ban a Vígszínházban szerepelt.
Első felesége Vándory Margit színésznő volt, akivel 1932. augusztus 3-án Budapesten kötött házasságot, majd 1947-ben elváltak. 1948-ban feleségül vette Sennyei Vera színésznőt. Ausim családi nevét hivatalosan 1944-ben változtatta Apáthira.
Sokoldalú színész és rendező volt. A groteszk vonzotta, de színészként ebben nem bontakozhatott ki.
A filmvásznon legjelentősebb feladata Bán Frigyes 1952-ben leforgatott Semmelweis című filmalkotásának címszerepe volt. Nemcsak külsejében idézte meg illúziókeltően Semmelweis-t, az anyák megmentőjét, a gyermekágyi láz legyőzőjét, de a személyiségéről, az igazáért vívott már-már monomániás harcáról is hű képet adott. (Karrierjének e csúcsa után már inkább csak karakterszerepekben foglalkoztatták Apáthy Imrét, ám ezekből az apró szerepekből is mindig kihozta a maximumot.) 

### Rendezői munkássága
1945–49 között négy színházban is rendezett darabokat, 1949-ben a Vidám Színház színésze és rendezője, valamint a Kis Komédia tagja volt. 1950–52-ben a Fővárosi Operettszínház főrendezője, 1952-től 1955-ig az Ifjúsági Színház főrendezője volt, ezekben a színházakban színészként is dolgozott. Fellépett és rendezett még a Medgyaszay Színházban (1947), a Városi Színházban (1952), a Petőfi Színházban (1954, 1956), a Jókai Színházban (1954–55), az Állami Bábszínházban (1955), a Magyar Néphadsereg Színházában (1956) és a Blaha Lujza Színházban (1957) is.

### Oktatói munkássága
Először 1945–1948 között az Országos Színészegyesület iskolájában, majd 1950–1953 között a Színiakadémián színészmesterséget tanított.

## Főbb szerepei
- Sebastian (Shakespeare: Vízkereszt, vagy amit akartok)
- Tanítvány (Goethe: Faust)
- Peer Gynt (Henrik Ibsen: Peer Gynt)
- Toto (Pirandello: Az ember, az állat és az erény)
- Mochet (Sartre: Temetetlen holtak)
- A férfi (Bertolt Brecht: A rettegés birodalma)
- Főúr (Bródy Sándor: A tanítónő)
- Orgon (Molière: Tartuffe)

Számos kisebb szerepe volt, pl. Jean Cocteau: A rettenetes szülők, Shakespeare: A makrancos hölgy, Schiller: Don Carlos, Dosztojevszkij: Bűn és bűnhődés, Vörösmarty Mihály: Csongor és Tünde, Molnár Ferenc: A császár.

## Filmjei
Mint színész
- Rákóczi induló (1933)
- Emmy (1934)
- Mária nővér (1936)
- Hetenként egyszer láthatom (1937)
- Elcserélt szerelem (1938)
- A leányvári boszorkány (1938)
- Érik a búzakalász (1939)
- Toprini nász (1939)
- Zúgnak a szirénák (1939)
- A nőnek mindig sikerül (1940)
- Három csengő (1941)
- Fény és árnyék (1943)
- A látszat csal (1944)
- Becsület és dicsőség (1951)
- Semmelweis (1952)
- Föltámadott a tenger (1953)
- Különös ismertetőjel (1955)
- Gázolás (1955)
- Az eltüsszentett birodalom (1956)
- Tanár úr kérem (1956)
- Sóbálvány (1958)
- Don Juan legutolsó kalandja (1958)
- Vörös tinta (1958)
- Bogáncs (1959)
- A megfelelő ember (1960)

Mint rendező
- A harmincadik (1941)
- A 28-as (1943)
- Idegen utakon (1944)
- Tűz (1948)
- Forró mezők (1949)
- Játék a szerelemmel (1959)

Mint forgatókönyvíró
- A harmincadik (1941)
- A 28-as (1943)
- Az első (1944)
- Szent Péter esernyője (1958)
- Játék a szerelemmel (1959)

## Főbb művei
- A nagy nap (1936)
- Hármat üt az óra (1938)
- Így játsztok ti (1940).

## Díjai, elismerései
- Farkas–Ratkó-díj (1940)
- Kossuth-díj (1954)
- Érdemes művész (1955)
- Jászai Mari-díj (1953)